# Anders Svensson (musiker)
Anders Klas Mikael Svensson, född 6 maj 1966 i Stenbrohults församling, Kronobergs län, är en svensk folkmusiker på fiol. Han är son till Britt och Max Svensson och uppvuxen i småländska Diö, Älmhults kommun.
Inspirerad av sin far började han tidigt att spela fiol, och fick ett gediget intresse för den svenska folkmusiken. Vid nio års ålder spelade han för första gången upp för Zornmärket. År 1989 erhöll han Zornmärket i silver och titeln riksspelman. Svensson är medlem i gruppen Sågskära. Anders Svensson spelar företrädesvis smålandslåtar. Med den tekniska skickligheten hämtad från konstmusiken uttrycker han folkmusikens väsen.

## Diskografi
- Bara för ros skull (2005)
- Bålgetingen. Anders Svensson, Magnus Gustafsson, Susanne Gustafsson, Anders Löfberg, Jörgen Axelsson. Giga GCD 81, Giga GCD 82. (2009)